# Milionia basiviridis
Milionia basiviridis är en fjärilsart som beskrevs av George Thomas Bethune-Baker. Milionia basiviridis ingår i släktet Milionia och familjen mätare. Inga underarter finns listade i Catalogue of Life.